# Microsciurus
Microsciurus é um gênero de roedores da família Sciuridae.

## Espécies
- Microsciurus alfari J. A. Allen, 1895
- Microsciurus flaviventer (Gray, 1867)
- Microsciurus mimulus (Thomas, 1898)
- Microsciurus santanderensis (Hernández-Camacho, 1957)